# Mycalesis orsina
Mycalesis orsina är en fjärilsart som beskrevs av Hans Fruhstorfer 1906. Mycalesis orsina ingår i släktet Mycalesis och familjen praktfjärilar. Inga underarter finns listade i Catalogue of Life.